# Bois de Mardock
 (mai 2017).
Le bois de Mardock est un jardin public et lieu de détente  de la ville de Ngaoundéré au Cameroun.

## Géographie
Il est situé entre le Collège de Mazenod et l’aéroport de Ngaoundéré ; au lieu-dit « Centrale Sonel », au terminus de la route Meiganga-Ngaoundéré, le jardin public est construit sur un espace qui s’étire sur 12 hectares.

## Activités
Le jardin public, fonctionnel, est pensé et conçu par le délégué du gouvernement auprès de la Communauté urbaine de Ngaoundéré Hamadou Dawa.
Inspiré du Bois Sainte Anastasie à Yaoundé, ce jardin public se trouve sur un site parsemé de sapins. 
La communauté urbaine y a construit un restaurant, des boukarous, un pigeonnier, des bancs publics, des toilettes. 
Au milieu du Bois, on voit le Mont Ngaoundéré. 
Des zoos sont dressés. 
Une salle des fêtes et la construction d’un hôtel de 20 chambres sont prévus, avec notamment des matériaux locaux. 
Un dégagement  abritera une plateforme sportive avec des aires de jeux pour enfants. 
Des lacs ont été aménagés.